# Lake Camelot (Illinois)
Lake Camelot es un lugar designado por el censo ubicado en el condado de Peoria en el estado estadounidense de Illinois. En el Censo de 2010 tenía una población de 1686 habitantes y una densidad poblacional de 347,37 personas por km².

## Geografía
Lake Camelot se encuentra ubicado en las coordenadas 40°38′5″N 89°45′3″O / 40.63472, -89.75083. Según la Oficina del Censo de los Estados Unidos, Lake Camelot tiene una superficie total de 4.85 km², de la cual 4.49 km² corresponden a tierra firme y (7.42%) 0.36 km² es agua.

## Demografía
Según el censo de 2010, había 1686 personas residiendo en Lake Camelot. La densidad de población era de 347,37 hab./km². De los 1686 habitantes, Lake Camelot estaba compuesto por el 96.92% blancos, el 1.42% eran afroamericanos, el 0.3% eran amerindios, el 0.53% eran asiáticos, el 0.12% eran isleños del Pacífico, el 0% eran de otras razas y el 0.71% pertenecían a dos o más razas. Del total de la población el 2.08% eran hispanos o latinos de cualquier raza.